# Mormyrus
Mormyrus is een geslacht van straalvinnige vissen uit de familie van de tapirvissen (Mormyridae).

## Soorten
- Mormyrus bernhardi Pellegrin, 1926
- Mormyrus caballus Boulenger, 1898

- Mormyrus casalis Vinciguerra, 1922
- Mormyrus caschive Linnaeus, 1758
- Mormyrus cyaneus Roberts & Stewart, 1976
- Mormyrus felixi Pellegrin, 1939
- Mormyrus goheeni Fowler, 1919
- Mormyrus hasselquistii Valenciennes, 1847
- Mormyrus hildebrandti Peters, 1882
- Mormyrus iriodes Roberts & Stewart, 1976
- Mormyrus kannume Forsskål, 1775
- Mormyrus lacerda Castelnau, 1861
- Mormyrus longirostris Peters, 1852
- Mormyrus macrocephalus Worthington, 1929
- Mormyrus macrophthalmus Günther, 1866
- Mormyrus niloticus (Bloch & Schneider, 1801)
- Mormyrus ovis Boulenger, 1898
- Mormyrus rume Valenciennes, 1847
- Mormyrus subundulatus Roberts, 1989
- Mormyrus tapirus Pappenheim, 1905
- Mormyrus tenuirostris Peters, 1882
- Mormyrus thomasi Pellegrin, 1938